# Розенмюллер, Иоганн

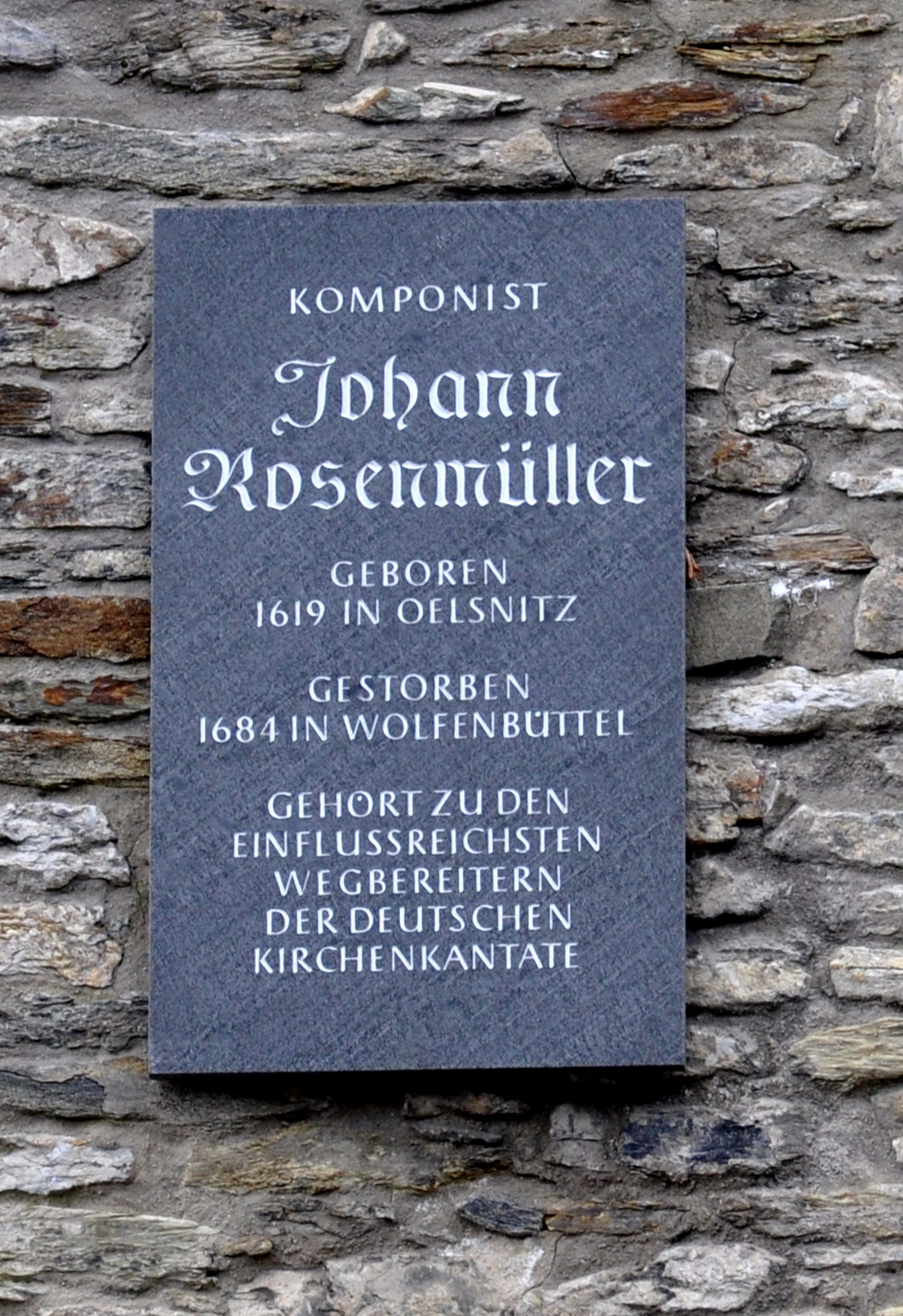
Памятная доска Иоганна Розенмюллера в его родном городе

Ио́ганн Розенмю́ллер (нем. Johann Rosenmüller, Johannes Rosenmüller; 1615, по другим сведениям 1619, Эльсниц — 12 сентября 1684, Вольфенбюттель) — немецкий музыкант и композитор.

## Биография
Окончил Лейпцигский университет (1640). Преподавал в лейпцигской школе Святого Фомы. С 1651 года служил органистом, а с 1653 года — кантором лейпцигской церкви Святого Николая. В 1655 году ему по обвинению в мужеложстве грозило тюремное заключение. Он бежал в Италию, в 1658 году оказался в Венеции, служил в соборе Святого Марка. Одно время исполнял обязанности капельмейстера в сиротском приюте Ospedale della Pietà. Испытал влияние Арканджело Корелли. Впоследствии вернулся в Германию, служил капельмейстером при дворе Антона Ульриха Брауншвейг-Вольфенбюттельского.

## Сочинения
Розенмюллеру принадлежит большое количество инструментальных и вокальных сочинений — как церковных, в которых чувствуется влияние Генриха Шютца, так и светских. Среди них:
- Paduanen, Alemanden, Couranten, Balletten, Sarabanden (1645)
- Kernsprüche mehrenteils aus Heiliger Schrift (1648—1652)
- Andere Kernsprüche (1652)
- Studentenmusik, танцевальные сюиты (1654)
- Vespro della beata Vergine (1670-80)
- Sonatae et Sinfonie (Венеция, 1670)
- Sonatae à 2,3,4 è 5 stromenti da arco et altri (1682)
- Der beständige Orpheus (1684)
- История Рождества/ Weihnachtshistorie
- Жалобы пророка Иеремии/ Lamentationes Jeremiae

## Наследие
Возрождение интереса к сочинениям Розенмюллера начинается в 1980-е годы. В 1995 году дирижёр Арно Падух создал инструментальный Ансамбль Иоганна Розенмюллера, специализирующийся на аутентичном исполнении старинной немецкой музыки. Музыку композитора исполняет Райнхард Гёбель со своим ансамблем, Жорди Саваль, французская скрипачка Амандина Бейе и др. В России его исполняют Камерный оркестр  МГУ,  Российский ансамбль старинной музыки, Павел Сербин и его Pratum Integrum.